# 고고도 금성 탐사 계획
고고도 금성 탐사 계획은 NASA가 제안한 비행선 형태의 금성 탐사선이다.
 목적은 높은 고도에서 금성을 탐사하면서 금성의 대기 조건과 금성의 환경을 탐사하는 것이다.

## 역사와 제작배경
금성은 지면은 약 섭씨 460도 정도로 작열하지만, 금성의 대기권 중 50km 높이는 지구와 환경이 유사하다는 연구결과가 있다. 이런 연구결과를 증명하고 금성의 대기를 자세하게 설명하자는 취지로 비행선 형태의 탐사선이 구현되었으며, SMAB 프로그램에 편입되었다. 이후 NASA는 의회에 개발 승인을 요청했고 승인되어 개발 중이다.

## 지원, 개발, 투자
- NASA
- JPL